# Sklaverei in Westafrika
Die Sklaverei in Westafrika war wie in fast allen historischen Kulturen gesellschaftlich etabliert. Sofern nichts anderes erwähnt wird, bezieht sich in diesem Artikel die Darstellung der Situation beispielhaft auf das historische Gesellschaftssystem der Akan auf der Gold- und Elfenbeinküste Westafrikas. In Westafrika gab es innerhalb der Sklaverei eine differenzierte Gliederung von verschiedenen Arten von Sklaven mit zum Teil hierarchischen Strukturen, die im Folgenden erläutert werden.
Darüber hinaus unterschied man die Sklaven noch in sogenannte Twi-Bezeichnungen: Sklaven der 1. Generation nannte man Nnonum, wenn es sich um Kriegsgefangene handelte und Nnonkofo, wenn sie gekaufte Sklaven waren. Letztere wurden in Asante auch Odonko (Sing.) genannt. Sklaven der 2. Generation unterschied man in männliche Ahenemma und weibliche Ahenenana. Dies waren die Kinder oder Enkel eines Herrschers oder Stuhlinhabers, wenn die Mutter unfrei war.

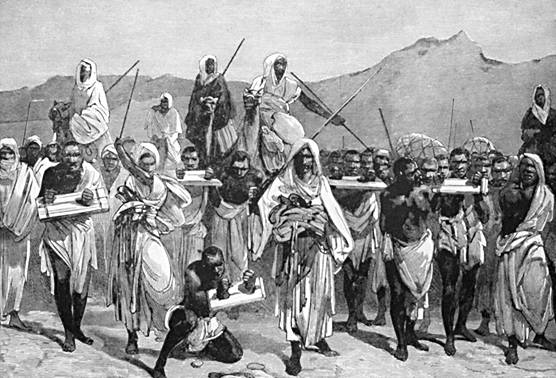
Araber transportieren Sklaven über die Sahara (Zeichnung aus dem 19. Jahrhundert)

## Staatssklaven
Alle Staatssklaven gehörten dem Stuhl, d. h. dem Staat oder König. Falls man sie nicht weiterverkaufte, wurden sie zumeist auch nur zu Staatszwecken gebraucht. Im Falle der Kriegsgefangenen und Tributsklaven waren dies überwiegend Opferzwecke. Zu den Staatssklaven zählten alle ausländischen Sklaven, welche eine der folgenden Kategorien angehörten:

### Kriegsgefangene
(Twi Nnonum)
Diese waren auf Kriegszügen und Überfällen gefangen genommen worden.

### Tributsklaven
(Twi: „Akwa“ oder „Ahoho“)
Diese stammten von tributpflichtigen Stämmen und wurden von ihren Stammeshäuptlingen als Tribut geschickt.

### Verkaufte Kinder
(Twi: „Nyafo“)
Hierunter fielen all jene Sklaven, die als Kinder von ihren Familien in die ausländische Sklaverei verkauft worden waren. Sie blieben lebenslang Sklaven ohne jegliche Hoffnung auf Auslösung.

## Haushaltssklaven
(Twi: „Fie-nipa“)
Haushaltssklaven waren bei den Akan der Goldküste alle diejenigen, welche sich freiwillig in die Sklaverei begeben hatten, meist aufgrund eigener Schulden oder der ihrer Familie, um ihre Schuld in Form von Dienstleistungen zu begleichen oder weil sie aus ihrem bisherigen Umfeld flüchten mussten. Mitunter wurden solche Sklaven auch von ihren „Wohltätern“ (Twi: Odefu) zur Begleichung einer Schuld beschlagnahmt.
In der Regel dienten Haushaltssklaven ihren Haltern als persönliche Gefolgsleute, meistens als Leibwächter, persönliche Assistenten und dergleichen. Im Gegensatz zu anderen Sklaven hatten sie jedoch einen Nicht-Übertragbarkeitsstatus, sie konnten also nicht weiterverkauft werden. Sie galten als „frei geboren“ und wurden als Landsleute angesehen. Die Beziehungen zwischen Sklave und Wohltäter war in solchen Fällen zumeist sehr persönlicher Natur und bestand so lange, bis die Schuld als beglichen galt oder der Fluchtgrund nicht mehr gegeben war.
Man unterschied unter den Haushaltssklaven (der Twi-Begriff „Fie-nipa“ steht eigentlich als Allgemeinbegriff für „unfreie Hausangestellte“) folgende Gruppen:

### Schuldsklaven
(Twi: „Asomfo“)
Als Schuldsklaven bezeichnete man diejenigen, die von ihren Familien als Bezahlung einer Schuld dem Kreditor überlassen wurden.

### Fluchtsklaven
(Twi: „Aweafo“)
Fluchtsklaven waren alle diejenigen, die sich freiwillig in die Sklaverei begaben, um ihren Familien bzw. deren Zugriff zu entkommen. Allerdings setzte die Einstufung als Fluchtsklave das Wohlwollen des Odefu voraus. Zumeist war dieses Wohlwollen eine Respektbezeugung gegenüber einer befreundeten oder einflussreichen Familie. Der Sklavenstatus, den sie dadurch bekamen, verlieh ihnen eine gewisse Unantastbarkeit gegenüber Außenstehenden. In allen anderen Fällen galten schutzsuchende Flüchtige jedoch als Familiensklaven (siehe unten).

## Okra-Sklaven
(Twi: Okra, Okrafo, Okra-Manu, fem.: Okrara; allerdings war im Fetu des 17. Jahrhunderts „Ografo“ auch die Bezeichnung für eine, von ihrem Ehemann verstoßene Frau)
Okra ist sowohl bei den Akan als auch bei den Ewe in Westafrika die Bezeichnung des besten und vertrauenswürdigsten Freundes eines Menschen. Eine solche Person wurde in der Regel unter den Sklaven auserkoren und in Verbindung mit einem größeren Fest feierlich in diese Position erwählt. Ein Okra-Sklave wurde weitaus besser behandelt, als die anderen Sklaven, er teilte alle Freude und Kummer mit seinem Besitzer, er half diesem bei der Ausführung seiner oder ihrer Pläne und hatte zumeist auch die Aufsicht über alles, was der Wohltäter oder die Wohltäterin besaß. Okra-Sklave und Herr oder Okra-Sklavin und Herrin galten als quasi ein und dieselbe Person. Die Namensbezeichnung rührt daher, dass der Okra-Sklave dazu bestimmt war, gleichsam wie ein zweites „Okra“ – Kra bedeutet „Lebensseele“ – an seiner Seite als ständiger Begleiter zu weilen. Er teilte das Schicksal seines Herrn in jeder Hinsicht, das hieß auch, dass er im Falle des Todes seines Herrn geopfert wurde, um auch in der Totenwelt seinem irdischen Herrn dienen zu können.
Auch gibt es die in der Twi-Sprache als „Okrakwa“ bezeichneten Okra-Sklaven, die sich in der Vergangenheit allerdings nur ein König halten durfte. Sie mussten stets um ihn und auf jedem seiner Winke sofort bereit sein. Sie stellten eine besondere Gruppe von Königssklaven dar.

## Familiensklaven
(Twi: „Otutunafu“)
Familiensklaven waren private Haussklaven, welche sich infolge von Armut oder aufgrund gefährlicher Umstände freiwillig in die Sklaverei begeben hatten. Meistens betraf dies nur eine einzelne Person, mitunter kam es aber auch vor, dass sich ganze Familien einem Wohltäter verpflichteten. Dies geschah mitunter in Begleichung einer Schuld, zumeist jedoch aus Armutsgründen für den Erhalt der reinen Lebensnotwendigkeiten. Familiensklaven galten auf der Goldküste immer als Dihi, als „freie Bürger“, sowie als Landsleute ihres Herrn, oder sie wurden zumindest den Landsleuten ihres Wohltäters gleichgestellt. Während ihrer Sklavenzeit bildeten sie auch einen Teil der Familie ihres Odefu. Familiensklaven verrichteten in der Regel die niedere Hausarbeit, sie arbeiteten auf dem Feld oder im Garten. Im Allgemeinen wurden sie gut behandelt und es war ihnen zumeist auch gestattet, nebenher für sich selbst zu arbeiten und das zu behalten, was sie hierbei erwirtschaften. Es war ihnen sogar gestattet, selbst Sklaven zu halten, d. h. Familien, welche sich freiwillig in die Sklaverei begaben, konnten ihre eigenen Sklaven mitbringen und auch behalten.
Unter den Akan gab es die Regel, dass Ehegatten separat voneinander eigenes Eigentum besitzen durften. Folglich konnten auch die Sklaven zu einem Herrn oder einer Herrin gehören. Dieser Punkt bekommt besondere Bedeutung, wenn diese Sklaven Kinder bekamen. Die Kinder von Sklaven blieben ebenfalls Sklaven, die der Familie der Eigner ihrer Eltern gehörten.
Im Rahmen der Kolonialgesetzgebung erließen die Briten auf der Goldküste im Jahre 1884 mit dem Heiratsgesetz, Marriage Ordinance oder Ordinance No.14 of 1884, u. a. auch Heiratsregeln, unter denen man der besonderen Stellung von Familiensklaven Rechnung trug. Dabei wurde geregelt, dass, obwohl man eigentlich von britischer Seite aus die Sklaverei für abgeschafft erklärt hatte, man Familiensklaven insofern toleriere, als dass diese einen Teil der Gesellschaft bilden können, sofern die betreffenden Sklaven mit ihrem Los zufrieden seien. Im Allgemeinen stellten die britischen Behörden fest, dass nur sehr selten Familiensklaven ihren Wohltätern davonliefen, um beim britischen District Commissioner Schutz zu suchen, der entlaufenen Sklaven in jedem Fall ihre Freiheit garantierte. In diesem Zusammenhang sei auch erwähnt, dass die Briten in ihrer frühen Kolonialzeit auch die in Westafrika übliche Eheform des Konkubinats als Sklaverei ansahen.

## Pfandsklaven
(Twi: „Ahuba“ oder „Awowa“ (Pfandsklaven) sowie „Akoa-paa“ (zu temporärer Sklaverei verurteilte Personen))
Pfandsklaven waren Sklaven, welche solange ihren Wohltätern dienen mussten, bis sie wieder ausgelöst wurden oder eine Schuld (einschließlich Zinsen) durch Arbeitsleistung getilgt worden war. Ihr Sklavenzustand galt daher nur als temporär. Das Gleiche galt auch für Personen, die von einem Gericht zu einem temporären Sklavenzustand verurteilt worden waren.
Ein solcher Pfandsklave arbeitete für seinen Pfandnehmer wie ein Familiensklave, das heißt, er bestellte den Boden, verrichtete Haushaltsarbeit, wurde zum Fischen ausgeschickt usw., jedoch mit dem Unterschied, dass er nicht mit zur Familie des Pfandnehmers gehörte, sondern weiterhin zur Familie des Pfandgebers. Ein Sklave mit temporärem Sklavenzustand konnte nicht außerhalb der kommunalen Gemeinschaft verkauft werden, wohl aber zu einer anderen Familie desselben Ortes. Mitunter wurde einem Pfandsklaven auch Geld gegeben, damit er irgendwelchen Handel treiben konnte, um mit dem erwirtschafteten Gewinn die Pfandschuld tilgen zu können. Dies war im 19. Jahrhundert allgemein in Denkira und Assin üblich, jedoch nicht in den Küstenstädten der Goldküste.
Hinsichtlich der familiären Bindungen galt, dass ein Mann das Kind seiner Schwester bestrafen und es als Sklave verpachten oder verkaufen konnte zur Begleichung seiner eigenen Schulden, da dieses Kind einmal sein gesetzlicher Erbe sein würde. Er konnte dies jedoch nur mit seinen Erben machen (Mutterrecht), auf keinen Fall jedoch mit seinen eigenen Kindern, da diese (in den meisten Eheformen) zur Familie ihrer Mutter gehörten. Auch ein Kind seines Bruders war in diesem Fall tabu. Generell war bei der Verpfändung von Kindern die Zustimmung derjenigen Verwandtschaft nötig, zu der das Kind entsprechend der Eheform gehörte. Daneben konnte auch ein Bruder seinen eigenen Bruder verpachten, dann jedoch nur in Begleichung einer Familienschuld und dann auch nur in dem Falle, dass keine Neffen oder Nichten vorhanden waren. Hierbei gab es jedoch noch die Einschränkung, dass ein jüngerer Bruder niemals seinen älteren Bruder verpachten konnte, sondern nur umgekehrt.
Im Falle eines weiblichen Pfandsklaven war es dem Pfandnehmer streng untersagt, diese als seine Konkubine zu nehmen. Wäre er dennoch eine Verbindung mit ihr eingegangen, ob gewaltsam oder freiwillig war dabei belanglos, so galt die Schuld sofort als erloschen und die Sklavin war frei und konnte nach Hause zurückkehren. Das Gleiche galt auch bei der Anwendung exzessiver körperlicher Gewalt, sofern sie als unangemessen oder unberechtigt angesehen wurde. Diese relativ modernen Sklavenrechte scheinen sich aber erst unter europäischem Einfluss im 19. Jahrhundert herausgebildet zu haben.
Dauerte ein Schuldzustand über Jahre hinweg an, ohne Aussicht auf Tilgung, bekam der Pfandnehmer jedoch im Falle einer weiblichen Sklavin das Recht, diese zu seiner Konkubine zu machen. Gebar die Pfandfrau ihrem Herrn Kinder, dann erhöhte sich die zurückgeforderte Summe nicht nur um die üblichen 50 % Zinsen vom ursprünglichen Betrag, sondern auch noch um 4½ Ackies (16 Ackies = 1 Unze Gold) für jedes Kind als Aufwandsentschädigung für dessen Unterhalt. Häufig hatten sich die Pfandgeberfamilien genötigt gesehen, das Geld zum Freikauf der Frau und ihrer Kinder anderswo zu borgen, wodurch zwar zunächst die Leibeigenschaft aufgehoben wurde, aber sich auch nach und nach die Schuld extrem hochschaukelte, so dass sich ganze Familien nach ein bis zwei Generationen im Zustande hoffnungsloser Leibeigenschaft befanden. Mit dem Tod einer verpfändeten Person war die Schuld auf keinen Fall getilgt, der Schuldner musste in einem solchen Fall ein anderes Pfand geben oder die ursprünglich geschuldete Summe abbezahlen, wobei allerdings mitunter auf die Erhebung der Zinsen verzichtet wurde.
Die Briten haben, zumindest im 19. Jahrhundert, dieses Verpfändungssystem als eine noch viel schlimmere gesellschaftliche Institution angesehen, als die der eigentlichen Sklaverei, da sie nicht nur einzelne Personen, sondern ganze Familienclans unwiderruflich in den Zustand ewiger Leibeigenschaft brachte. Besonders bei Verpfändungen für erbrachte Darlehen war dies der Fall. Nach der Übernahme der Jurisdiktion in der Fanti-Konföderation, haben sich die britischen Behörden daher auch grundsätzlich geweigert, ein Darlehen als etwas anderes zu betrachten, als irgendeine andere Schuld. Dadurch waren für viele Familien die Chancen, aus dem Zustand der ewigen Leibeigenschaft herauszukommen oder gar nicht erst hineinzugeraten, bedeutend besser als zuvor, denn zur Begleichung irgendeiner anderen, d. h. nichtmonetären Schuld galten auch bei den Fantis andere Gesetze.

## „Macrons“
Als Macrons wurden, vor allem im 17. und 18. Jahrhundert, jene Sklaven bezeichnet, die von europäischen Sklavenhändlern als „unwert“ oder „untauglich“ ausgesondert wurden. Auch die Schiffskapitäne, oder in deren Vertretung der Schiffsarzt oder Schiffsbarbier nahmen beim Sklaveneinkauf eine genaue Selektion und Begutachtung vor. Ende des 17. Jahrhunderts wurden in Whydah alle solchen Sklaven als „Macrons“ eingestuft (Bosmann), die älter als 35 waren, Verstümmelungen aufwiesen, denen mindestens 1 Zahn fehlte, die Striche über den Augen hatten (das Stammeszeichen einer gewissen Nation) oder welche krank waren.

## Sakral- oder Kultsklaven
Sakral- oder Kultsklaven waren Sklaven, die zu einem bestimmten Tempel, Orakel oder anderen religiösen Örtlichkeit gehörten und welche zumeist die notwendigen Arbeiten verrichteten, um die Kultstätte zu erhalten, um die Kulthandlungen zu unterstützen oder was auch immer die Träger religiöser Titel ihnen befahlen. Solche Sklaven brauchten in der Vergangenheit nur selten erworben werden, die meisten kamen freiwillig. Das hing damit zusammen, dass die Träger religiöser Titel allgemein auch eine gewisse Immunität genossen, was Person und Besitz anbelangt und sie konnten diese Immunität auch auf Dritte delegieren. Insbesondere bei Gerichtsprozessen wurde, solange bis ein Urteil gefällt worden war oder aber auch auf freiwilligen Wunsch hin, die betreffende Person dem religiösen Titelträger zum Schutz von Person und Habe als Sklave überstellt. Die Gründe hierfür konnten für den Einzelnen ganz unterschiedlicher Natur sein, ob zu Unrecht angeklagt oder nicht, in jedem Fall genossen sie dadurch temporären Schutz, bis eine konkrete Sache geklärt war. Die religiösen Titelinhaber waren aber in jedem Fall zu einer Vermittlung angehalten, um ein aufwendiges Gerichtspalaver nicht nötig werden zu lassen. War es nötig, die Immunitätsgewährung auf Dauer auszudehnen, so war dies allerdings nur mit der Aufgabe der Freiheit auf Lebenszeit möglich, eine Rückübertragung in den Status eines Freien war zumeist nicht vorgesehen, da offiziell ein Sakralsklave als persönliches Eigentum der Gottheit galt, für die er tätig wurde. Je nachdem, um welchen religiösen Titel es sich beim Titelinhaber handelte, waren diese Sakralsklaven dann auch Sklaven der jeweiligen Titel- oder Geheimgesellschaft, welche diesen Titel vergeben hatte.

## Besonderheiten in Kano

### Königliche Sklaven
Allgemein galten Sklaven, insbesondere in den islamisch geprägten Gesellschaften Westafrikas, als wertlose Kreaturen, die nicht als vollwertige menschliche Wesen angesehen wurden. Im speziellen Fall der Hausa in Kano (Nordnigeria) kam noch die Klasse der königlichen Sklaven hinzu. Bei diesen königlichen Sklaven, die dem Sarkin (König, später: Emir) von Kano direkt und persönlich gehörten, unterschied man zwischen Bayi = Sklaven der ersten Generation und Cucanawa = denjenigen, die bereits als Sklaven geboren wurden. Innerhalb der Bayi-Sklaven grenzte man noch die Baibayi ab, d. h. „die Tauben“, worunter alle diejenigen Erstgenerationssklaven verstanden wurden, welche nicht (oder noch nicht) die Haussa-Sprache verstehen oder sprechen konnten.
Es handelte sich dabei um eine Art „Elite-Sklaven“, deren verdienstvollste Vertreter mitunter mit dem einen oder anderen bedeutenden Amt belohnt wurden, die speziell mit dafür kreierten Sklaventiteln verbunden waren. Teilweise hatten die Emire und die königlichen Sklaven bereits als Kinder miteinander gespielt, da sowohl die Mutter des Emirs, als auch die der königlichen Sklavenkinder, zum Harem des vorhergehenden Emirs gehört hatten. Die Treue dieser Sklaven zu ihrem Emir war dann selbst bei größeren Sklavenrevolten kaum in Frage gestellt.

### Sklaventitel der königlichen Sklaven
Es gab einige besondere Ämter, die im Staatsapparat Kanos im 19. Jahrhundert ausschließlich Vertretern der königlichen Sklaven vorbehalten waren. Dazu gehörte der Dan Rimi. Dies war der Sklave, dem in Kano die Ehre zukam, einen neuen Emir krönen zu dürfen, d. h., er nahm die eigentliche Inthronisationszeremonie vor. Die eigentlichen Königsmacher waren natürlich freie Adlige, wobei allerdings bei der Aufstellung einer Kandidatenliste, zumindest gegen Ende des 19. Jahrhunderts, auch der „Dan Rimi“ konsultiert wurde. Über die Einsetzung eines neuen Emirs entschied dann ohnehin der Kalif von Sokoto höchstpersönlich. Das Emirat Kano war Bestandteil des Kalifats Sokoto seit dessen Gründung im Jahre 1809. Ein weiteres besonderes Amt erfüllte der Shettima. Dies war der Befehlshaber einer besonderen Schützenabteilung, die aus den Reihen der königlichen Sklaven gebildet wurde. Außerdem gab es den Shamaki. Ihm oblag die Oberaufsicht über den Palasthaushalt und dessen Personal, einschließlich der Ställe und Pferde des Emirs. Er lebte in einem speziellen Anwesen innerhalb der Palastanlage.

### Eunuchen
Unter den königlichen Sklaven in Kano spielten Eunuchen eine bedeutende Rolle. Einige der Sklavenämter waren, zumindest theoretisch, nur für Eunuchen reserviert. Kanos Eunuchen wurden zumeist in speziellen Zentren gekauft, in denen man sich auf deren „Produktion“ spezialisiert hatte. Ein solches gab es in der Nähe von Kano, sowie auch in Baguirmi und Nupe. Eunuchen waren aufgrund ihrer gesellschaftlichen Ächtung besonders abhängig von den Herrschern, denen sie dienten und folglich auch besonders eng mit diesen verbunden. Daher wurde ihnen auch der Zugang zu zahlreichen Rollen gewährt, die sonst wohl nur von privilegierten Personen aus den Kreisen der königlichen Familie besetzt worden wären. Dies betraf allerdings z. B. nicht nur die Leibwächter der königlichen Konkubinen, sondern vor allem auch militärische Dienste auf höchsten Ebenen, da sich die Herrscher bei ihnen in der Regel einer besonderen Loyalität sicher sein konnten. Die Oberaufsicht über die Palasteunuchen sowie über die Yan bindiga, die Palastgarde, die sich aus Sklavenschützen zusammensetzte, oblag in Kano dem Sallama, der jedoch nicht unbedingt selbst ein Eunuch sein musste.

## Sklaverei und „Ehre“ im islamischen Westafrika
Sklaven, auch königliche Sklaven, besaßen in islamisch geprägten Gesellschaften offiziell keine Ehre (Hausa: Martaba). Ihr Status als Sklave bedeutete, dass sie abgetrennt vom allgemeinen Kodex lebten, der das Leben und den Status eines Freien bestimmte im Rahmen von Verwandtschaft, Familie und Religion. Einmal in der Versklavung, konnten gesellschaftliche Normen, die sich aus Verwandtschaft oder Religion ergaben, vollständig ignoriert werden. Alle Sklaven, ob nun königlich oder nicht, waren von sämtlichen sozialen Rechten ausgenommen, einschließlich des Rechtes über den eigenen Körper und der eigenen Sexualität, aber sie waren auch ausgenommen von Pflichten, Zwängen und Verantwortlichkeiten, denen die freien Individuen in der sozialen Gemeinschaft unterlagen. Dies kommt insbesondere in der sozialen Wertkomponente „Ehre“ zum Ausdruck, die formell in Kano jedes freie Individuum besaß, das sich nicht etwas besonders Verachtungswürdiges zuschulden hatte kommen lassen. Die Existenz eines Begriffs wie „Ehre“ setzt aber auch voraus, dass es etwas wie „Schande“ geben muss. Eine Schande entsteht dabei immer aus der Verletzung einer allgemeingültigen, sozialen Norm. Dabei ist es weniger von Belang, ob diese Norm als Gesetz kodifiziert ist oder ob es sich bei dieser Norm um eine „gute Sitte“ handelt. Da ein Sklave bei den Hausa, Fulani und anderen offiziell keine Ehre besaß, gab es auch nichts, für das sich ein Sklave hätte schämen müssen (oder können). Wo keine Ehre ist, ist auch keine Scham, so war die allgemeine Sicht. Während beispielsweise eine freie Muslimin sich schämen musste, das Haus zu verlassen, ohne dass ihr Körper dabei vollständig bedeckt war, so war das öffentliche, leichtbekleidete Auftreten für Sklavinnen vollkommen legitim, „da sie sich ja dafür nicht zu schämen braucht“. Das Gleiche gilt z. B. für Feldarbeit, für die sich eine muslimische „Frau von Ehre“ in der Vergangenheit allerdings hätte schämen müssen. In dieser Hinsicht hatten insbesondere die königlichen Sklaven in Kano, auch wenn sie sonst keinerlei soziale Rechte hatten, mitunter mehr Freiheiten als die freien „Bürger von Ehre“, sofern ihre Herrscher es zuließen. Allerdings waren die königlichen Sklaven in Kano keineswegs gesetzlos, sie hatten neben ihrer besonderen Loyalität ihrem König und Meister gegenüber auch einen gewissen Kodex für ihr Verhalten in der Gemeinschaft, was ihnen manchmal zu einiger Anerkennung verhalf. Daher wurden königliche Sklaven mitunter auch mit besonders delikaten und vertrauenswürdigen Aufgaben betraut, wie z. B. bei schwierigen diplomatischen Verhandlungen außerhalb des Landes.
Sklaven standen im Allgemeinen außerhalb der Gerichtsbarkeit, sie durften von Dritten nicht bestraft werden. Im Falle eines Verbrechens wurde ihr jeweiliger Herr zur Verantwortung gezogen. Königliche Sklaven hatten dabei besondere Freiheiten, sofern ihr Verhalten die Billigung des Emirs fand, denn den Emir für irgendetwas zu belangen, war in den meisten Fällen unmöglich. Dies wurde mitunter seitens der Emire ausgenutzt, um Handlungen zu begehen, die sonst im Normalfall einen schweren gesellschaftlichen Normbruch für sie bedeutet hätten. So wurden zum Beispiel königliche Sklaven ausgesandt zum gewaltsamen Ergreifen von besonders hübschen jungen Frauen für den Harem des Emirs. Handelte es sich dabei um freie Frauen, so war eine Heirat mit dem Emir vorgesehen. Im Falle einer Beschwerde seitens der Familie der Frau wurde bestenfalls der Sklave hingerichtet, welcher die Tat begangen hatte, obwohl er ja eigentlich nur den Befehl seines Gebieters befolgt hatte. Die meisten der Konkubinen in den Harems waren die Schwestern, Tanten und Töchter der königlichen Sklaven.
Eine islamische Gesellschaft hat in vergangener Zeit sehr hohe moralische und ethische Maßstäbe mit dem Herrscheramt verbunden, die noch dazu religiös untermauert waren. Unumschränkte Gewalt, wie sie beispielsweise die europäische Aristokratie der Neuzeit entwickelte, war in islamischen Gesellschaften nicht möglich oder wäre auf Dauer auch nicht überlebensfähig gewesen.

„Obgleich die Neger noch kein Bedenken tragen, ihren Sklaven das Leben zu berauben, so habe ich doch nie Gelegenheit gehabt zu erfahren, dass sie ihn martern, oder ihn über seine Kräfte anstrengen. Im Lande selbst Sklave zu sein, betrachtet der Neger nicht als ein großes Übel; aber aus dem Lande geführt oder getötet werden, ist ihm eins.“